# 투발루의 국기

투발루의 국기 비율 1:2

투발루의 국기는 1978년 10월 1일에 처음 제정되었으며, 1996년에 잠시 폐기되었다가 1997년부터 다시 국기로 제정되었다.
왼쪽 상단에 그려진 영국의 국기는 투발루가 영국 연방의 일원임을 의미하고, 남태평양을 상징하는 하늘색 바탕에 그려져 있는 9개의 노란색 별은 투발루를 구성하고 있는 9개의 섬을 의미하는데 국기를 세로 방향으로 게양할 때 지리적으로 올바르게 배치되도록 시계 방향으로 순환하는 형태로 디자인되어 있다.
1996년에는 영국의 국기 디자인을 없앤 형태를 한 디자인의 국기를 잠시 채택하기도 하였지만 투발루 국민들로부터 많은 지지를 받지 못했고 1997년부터 다시 현재의 국기로 채택하였다.

## 색상
| 색상 | 파랑               | 빨강                | 하양                  | 하늘                | 노랑                |
| ---- | ------------------ | ------------------- | --------------------- | ------------------- | ------------------- |
| RGB  | 0–36–125 (#00247D) | 207–20–43 (#CF142B) | 255–255–255 (#FFFFFF) | 0–150–200 (#0096C8) | 255–206–0 (#FFCE00) |

## 여러 가지 기

정부기
총독기

## 이전의 국기

길버트 엘리스 제도의 기
1976년 10월 1일 ~ 1978년 10월 1일
1978년 10월 1일 ~ 1995년 10월 1일
1995년 10월 ~ 12월
1996년 1월 ~ 1997년 4월 11일